# Ach Lieve Tijd
Ach Lieve Tijd was in de jaren 1980, 1990 en 2000 een populairwetenschappelijke tijdschriftenreeks, bedoeld voor een breed publiek en gericht op de geschiedenis van Nederlandse steden en streken.

## Algemeen
Ach Lieve Tijd was een uitgave van Waanders Uitgevers in Zwolle. De reeks verscheen per stad of per regio als maandblad, met elke maand een nieuwe aflevering met een ander thema uit de geschiedenis van de eigen stad of regio. Het blad had het uiterlijk van een rijk geïllustreerde glossy. Aan het einde van een reeks bezat de abonnee een min of meer compleet overzicht van de geschiedenis van een stad. Een bijgeleverde hardcover verzamelband in donkerblauw linnen met opdruk maakte het 'boekwerk' af.
De eerste reeks van twintig afleveringen had als onderwerp de stad Zwolle. Ze verscheen tussen 1980 en 1982 en droeg de titel Ach Lieve Tijd. 750 jaar Zwolsen, Zwollenaren en hun ... In deze periode verschenen tevens enkele 'specials' over Zwolse kerken, onder andere de Grote of Sint-Michaëlskerk, de Bethlehemkerk en de Onze-Lieve-Vrouwekerk, waarbij in het laatste geval de opbrengst ten bate van het restauratiefonds van die kerk kwam. De reeks was blijkbaar een succes want in 1982 en 1983 verschenen reeksen over Den Bosch en Arnhem, waarna in snel tempo andere steden en regio's volgden. De titel luidde meestal: Ach Lieve Tijd. X eeuwen Y en de Z, waarbij X een getal was, Y de naam van de stad of regio, en Z de aanduiding van de bewoners van die stad of regio.
Van Ach Lieve Tijd verschenen de volgende reeksen:
- Achterhoek & Liemers (1998, 18 afleveringen)
- Alkmaar (1987-1988, 16 afl.)
- Amersfoort (1987, 14 afl.)
- Amsterdam (1988-1990, 25 afl.)
- Apeldoorn (1991-1993, 16 afl.)
- Arnhem (1983, 14 afl.)
- Bommelerwaard (2001-2002, 12 afl.)
- Breda (1985-1986, 14 afl.)
- De Meijerij (1994-1996, 19 afl.)
- De Peel (2006-2007, 16 afl.)
- Delft (1995-1997, 15 afl.)
- Deventer (1990, 15 afl.)
- Den Bosch (1982-1983, 13 afl.)
- Den Haag (1984-1985, 15 afl.)
- Deventer (1989-1991, 17 afl.)
- Dordrecht (1985-1987, 14 afl.)
- Drenthe (1987-1988, 15 afl.)
- Duin- en Bollenstreek (2009, 14 afl.)
- Eindhoven (1990, 19 afl.)
- Emmen & Zuidoost-Drenthe (1987-1988, 13 afl.)
- Flevoland (1991-1992, 24 afl.)
- Gouda (1986-1987, 12 afl.)
- Groningen (stad) (1984-1985, 13 afl.)
- Haarlem (1983, 13 afl.)
- Helmond (1990-1992, 15 afl.)
- Het Gooi (1992-1993, 15 afl.)
- Hoorn (1986-1987, 12 afl.)[2]
- Kennemerland (2003-2005, 18 afl.)
- Leeuwarden (1994-1996, 18 afl.)
- Maastricht (1994-1996, 19 afl.)
- Mijnstreek (1993-1994, 19 afl.)
- Nijmegen (1985-1986, 13 afl.)
- Ommelanden (Groningen) (2004-2006, 18 afl.)
- Roermond (1988-1989, 15 afl.)
- Rotterdam (1986-1988, 19 afl.)
- Schiedam (2001-2002, 12 afl.)[3]
- Sittard-Geleen–Born (2002, 11 afl.)
- Tilburg (1993-1995, 19 afl.)
- Twente (1993-1994, 19 afl.)
- Utrecht (stad) (1984-1985, 15 afl.)
- Veenkoloniën (Groningen) (2002-2003, 15 afl.)
- Weert (2002-2003, 13 afl.)
- West-Brabant (1995-1997, 19 afl.)
- West-Friesland (1999-2000, 20 afl.)[4]
- Zaanstreek (1992-1994, 19 afl.)
- Zeeland (1996-1998, 19 afl.)
- Zwolle (1980-1982, 20 afl.).

## Plaatselijke uitgaven

### Maastricht

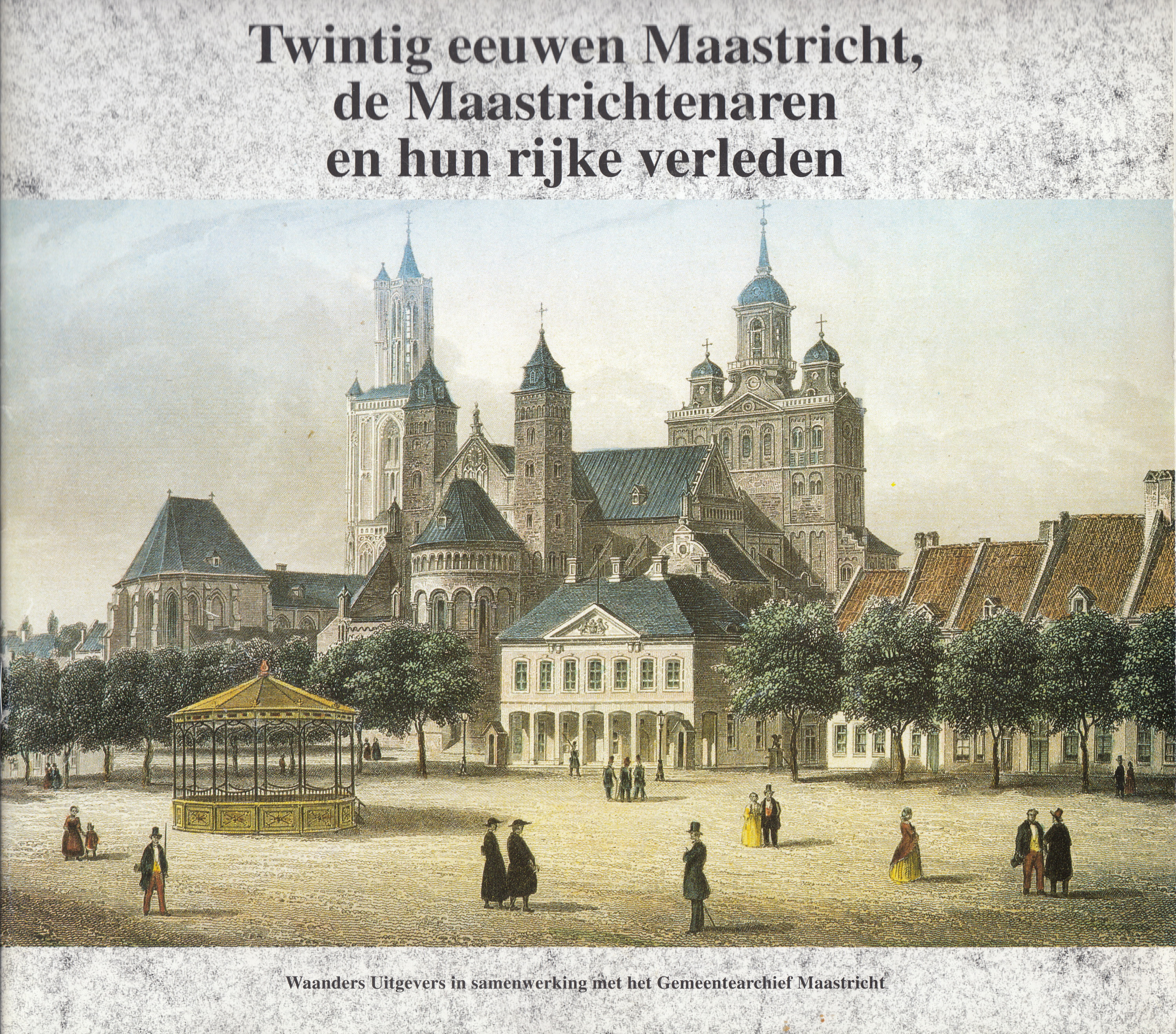
Het Vrijthof, ingekleurde gravure, ca. 1860. Afgebeeld op de omslag van de eerste aflevering van Ach Lieve Tijd (Maastricht)

In Maastricht verscheen de reeks als Ach Lieve Tijd. Twintig eeuwen Maastricht en de Maastrichtenaren. Aan de 19-delige reeks werkten verschillende Maastrichtse historici mee. De redactie bestond uit: P.A.W. Dingemans, Ingrid Evers, Rolf Hackeng (beeldredacteur), A.H. Jenniskens, Wim Mes, I.S. Muller en S. Verbeeck. Voor de afbeeldingen werd nauw samengewerkt met het Gemeente Archief Maastricht (GAM). In oktober 1994 verscheen het eerste nummer met een voorwoord van burgemeester Philip Houben. Elke aflevering telde 26 pagina's, waarbij de paginering over de hele reeks doorliep, in totaal 460 pagina's. Aflevering 19 verscheen in april 1996 en werd afgesloten met een trefwoordenregister en errata.
In feite ging het om twintig afleveringen. Het eerste deel van Ach Lieve Tijd Maastricht zou verschijnen in september 1994. Dat viel samen met de herdenking van vijftig jaar Bevrijding van Maastricht (13 en 14 september 1944). Besloten werd een soort nulnummer te publiceren: Maastrichtenaren en de Tweede Wereldoorlog; extra editie bij Ach Lieve Tijd, ter herdenking van de bevrijding van Maastricht op 14 september 1944 (tekst: P. Bronzwaer), 24 pp. genummerd in Romeinse cijfers, waarna de reeks een aanvang nam. Achtereenvolgens verschenen:
1. Twintig eeuwen Maastricht, de Maastrichtenaren en hun rijke verleden (tekst: Ingrid Evers)
2. Twintig eeuwen Maastricht, de Maastrichtenaren en hun straten en huizen (tekst: Jac. van den Boogard)
3. Twintig eeuwen Maastricht, de Maastrichtenaren en hun bestuurders (tekst: Th.J. van Rensch)
4. Twintig eeuwen Maastricht, de Maastrichtenaren en hun handel (tekst: Ingrid Evers)
5. Twintig eeuwen Maastricht, de Maastrichtenaren en hun goed recht (tekst: Ingrid Evers)
6. Twintig eeuwen Maastricht, de Maastrichtenaren en de vroegste bewoners (tekst: Wim Dijkman)
7. Twintig eeuwen Maastricht, de Maastrichtenaren en hun soldaten (tekst: Jos Notermans)
8. Twintig eeuwen Maastricht, de Maastrichtenaren en hun vertier (tekst: J. Perry)
9. Twintig eeuwen Maastricht, de Maastrichtenaren en hun kerken en kloosters (tekst: Régis de la Haye)
10. Twintig eeuwen Maastricht, de Maastrichtenaren en hun verkeer (tekst: Ingrid Evers)
11. Twintig eeuwen Maastricht, de Maastrichtenaren en hun onderwijs (tekst: Pierre Ubachs)
12. Twintig eeuwen Maastricht, de Maastrichtenaren en hun ziel en zaligheid (tekst: Pierre Ubachs en Barbara Kruijsen)
13. Twintig eeuwen Maastricht, de Maastrichtenaren en hun omgeving (tekst: Th.J. van Rensch en Ingrid Evers)
14. Twintig eeuwen Maastricht, de Maastrichtenaren en hun dagelijks leven (tekst: Ph. Dumoulin)
15. Twintig eeuwen Maastricht, de Maastrichtenaren en hun kunstenaars (tekst: Ingrid Evers)
16. Twintig eeuwen Maastricht, de Maastrichtenaren en hun armen en zieken (tekst: B. Gales)
17. Twintig eeuwen Maastricht, de Maastrichtenaren en hun nijverheid (tekst: Ingrid Evers en Pierre Ubachs)
18. Twintig eeuwen Maastricht, de Maastrichtenaren en hun theater (tekst: Pierre Ubachs en Ingrid Evers)
19. Twintig eeuwen Maastricht, gezien door vreemden (tekst: Wim Mes), waarin opgenomen een register.